# Brenda y Wendi Turnbaugh
 Brenda Lea y Wendi Lou Turnbaugh (Los Ángeles, 13 de agosto de 1977) son actrices estadounidenses. Son gemelas, conocidas por haber interpretado el papel de Grace Ingalls en la serie de televisión La casa de la pradera.